# Liste der Baudenkmäler in Großmehring

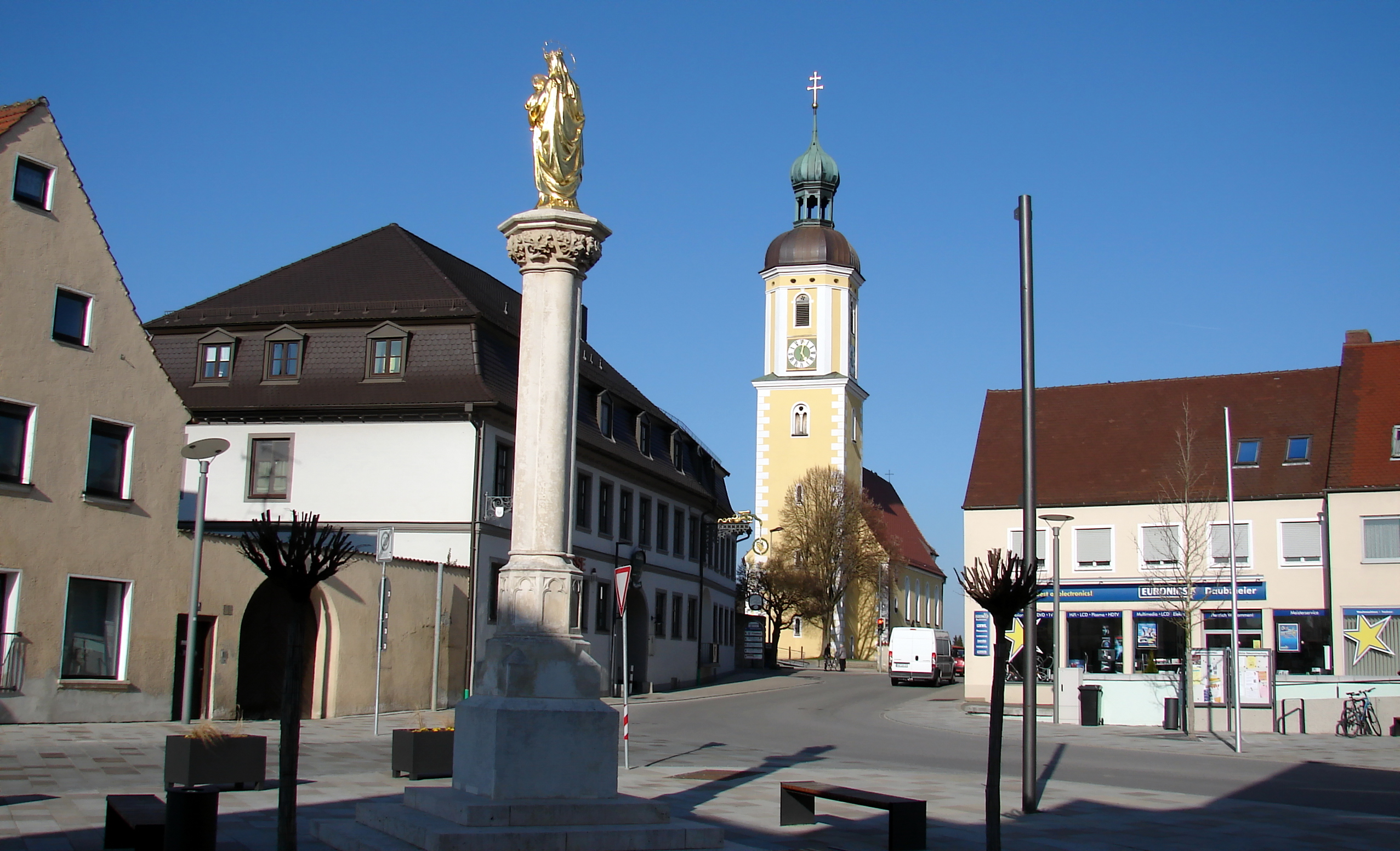
Marienplatz in Großmehring

Auf dieser Seite sind die Baudenkmäler in der oberbayerischen Gemeinde Großmehring zusammengestellt. Diese Tabelle ist eine Teilliste der Liste der Baudenkmäler in Bayern. Grundlage ist die Bayerische Denkmalliste, die auf Basis des Bayerischen Denkmalschutzgesetzes vom 1. Oktober 1973 erstmals erstellt wurde und seither durch das Bayerische Landesamt für Denkmalpflege geführt wird. Die folgenden Angaben ersetzen nicht die rechtsverbindliche Auskunft der Denkmalschutzbehörde.

## Baudenkmäler nach Gemeindeteilen

### Großmehring
| Lage                               | Objekt                                      | Beschreibung | Akten-Nr.              | Bild                                     |
| ---------------------------------- | ------------------------------------------- | --- | ---------------------- | ---------------------------------------- |
| Marienplatz (Standort)             | Mariensäule                                 | Steinsäule auf Sockel mit vergoldeter Marienstatue, 1871. | D-1-76-129-5 Wikidata  | weitere Bilder                           |
| Marienplatz 5 (Standort)           | Brauereigasthof (Gasthof Goldene Traube)    | Zweigeschossiger langgestreckter Bau mit Hofdurchfahrt und Mansarddach, im Kern zwei ältere Häuser mit großen Kellergewölben, wohl nach 1737 erbaut.                                                        | D-1-76-129-30 Wikidata | Brauereigasthof (Gasthof Goldene Traube) |
| Petergasse 6 (Standort)            | Wohnhaus                                    | Ehemalige profanierte Fischerkapelle St. Peter, schmaler, langgestreckter Bau mit Steildach und ausgeprägter Apsis, dendrologisch datiert 1730/31, profaniert und zum Wohnhaus umgebaut, 1830.              | D-1-76-129-6 Wikidata  | Wohnhaus                                 |
| Regensburger Straße 1 b (Standort) | Gartenpavillon                              | Erdgeschossiger Walmdachbau mit Putzgliederung, 18. Jahrhundert; im Pfarrgarten. | D-1-76-129-8 Wikidata  | BW                                       |
| Regensburger Straße 5 (Standort)   | Katholische Pfarrkirche Unserer Lieben Frau | Saalkirche mit Steildach, erste Hälfte 13. Jahrhundert; Chor mit dreiseitigem Schluss spätgotisch, Langhaus barockisiert, mit Stichkappentonne, 1728; mit Ausstattung; Friedhofsmauer, 18./19. Jahrhundert. | D-1-76-129-9 Wikidata  | weitere Bilder                           |
| Ringstraße 16 (Standort)           | Nischenfigur                                | Christus, 18. Jahrhundert. | D-1-76-129-10 Wikidata | BW                                       |
| Ringstraße 22 (Standort)           | Marktbefestigung                            | Teile der ehemaligen Stadtmauer, 16./17. Jahrhundert. | D-1-76-129-11 Wikidata | BW                                       |
| Mehringer Berg (Standort)          | Kapelle                                     | Kleiner Putzbau mit Satteldach und Dachreiter, barocke Fassadengliederung, 1797; am Mehringer Berg zwischen zwei alten Bäumen.                                                                              | D-1-76-129-12 Wikidata | Kapelle                                  |

### Demling
| Lage                                   | Objekt                                | Beschreibung | Akten-Nr.              | Bild           |
| -------------------------------------- | ------------------------------------- | --- | ---------------------- | -------------- |
| Hauptstraße 17; Marienplatz (Standort) | Mariensäule                           | Steinsäule auf Sockel mit vergoldeter Marienstatue, Ende 19. Jahrhundert.                                                       | D-1-76-129-13 Wikidata | Mariensäule    |
| Hauptstraße 21 (Standort)              | Katholische Filialkirche St. Johannes | Saalbau mit eingezogenem Chor, Chorturm, 12./13. Jahrhundert, barockisiert, 1720, Erweiterung, 19. Jahrhundert; mit Ausstattung | D-1-76-129-15 Wikidata | weitere Bilder |

### Erlachhof
| Lage                                        | Objekt    | Beschreibung | Akten-Nr.              | Bild      |
| ------------------------------------------- | --------- | --- | ---------------------- | --------- |
| Gutsweg 1, Großmehring-Interpark (Standort) | Erlachhof | Dreiflügelanlage mit langgestrecktem zweigeschossigem Wohnstallhaus, südlich hakenförmig angeschlossen zwei kleinere erdgeschossige massive Nebengebäude mit Satteldächern, an Stelle des Meierhofes der ehemaligen Wasserburg Erlhof nach Brand erbaut, 1868. | D-1-76-129-16 Wikidata | Erlachhof |

### Katharinenberg
| Lage                            | Objekt                                 | Beschreibung | Akten-Nr.              | Bild           |
| ------------------------------- | -------------------------------------- | --- | ---------------------- | -------------- |
| Prinz-Karl-Straße 21 (Standort) | Katholische Filialkirche St. Katharina | Saalbau mit Steildach, erbaut 1447, mit einbezogenem Chor des Vorgängerbaus, 1832 erneuert; mit Ausstattung | D-1-76-129-17 Wikidata | weitere Bilder |
| Großer Weinberg (Standort)      | Fort Prinz Karl                        | Verteidigungsanlage des äußeren Gürtels der ehemaligen Festung Ingolstadt, zwei zweigeschossige Kasernengebäude auf der Rückseite und im Inneren der Anlage, trockener Graben mit Kaponnieren an Spitze und vorderen Ecken, Schutzräume auf und unter dem Hauptwall; auf Anhöhe im Süden des Ortes, 1877–1881. | D-1-76-129-18 Wikidata | weitere Bilder |

### Kleinmehring
| Lage                           | Objekt                               | Beschreibung | Akten-Nr.              | Bild |
| ------------------------------ | ------------------------------------ | --- | ---------------------- | ---- |
| Am Gensberg 1 (Standort)       | Ehemalige Wasserburg Gensberg        | Restlich erhaltene Ringmauern; ehemaliger Graben, mittelalterlich. | D-1-76-129-19 Wikidata | BW   |
| Kapellenplatz (Standort)       | Wegkapelle                           | Kleiner Bau mit Steildach und Blendarchitektur, seitlich blinde Fenster, bezeichnet mit dem Jahr 1797.                                                                                              | D-1-76-129-20 Wikidata | BW   |
| Nibelungenstraße 46 (Standort) | Katholische Filialkirche St. Michael | Saalbau mit Steildach, romanische Chorturmanlage, Steinreliefs an Turm- und Westseite, Anfang 13. Jahrhundert, Chor barockisiert, um 1725; mit Ausstattung; mit Kirchhofmauer, 18./19. Jahrhundert. | D-1-76-129-21 Wikidata | BW   |

### Pettling
| Lage                          | Objekt                               | Beschreibung | Akten-Nr.              | Bild           |
| ----------------------------- | ------------------------------------ | --- | ---------------------- | -------------- |
| Margeritenstraße 4 (Standort) | Katholische Filialkirche St. Stephan | Saalbau mit Satteldach, gotischer Chor und Turmuntergeschosse, spätes 15. Jahrhundert, Langhaus barock, Ende 17./Anfang 18. Jahrhundert, Erweiterung der Kirche und historisierender Innenausbau, 1853–1859; mit Ausstattung; mit Friedhofsmauer, 18./19. Jahrhundert. | D-1-76-129-22 Wikidata | weitere Bilder |

### Straßhausen
| Lage                    | Objekt                                      | Beschreibung | Akten-Nr.              | Bild                                        |
| ----------------------- | ------------------------------------------- | --- | ---------------------- | ------------------------------------------- |
| Paulstraße 4 (Standort) | Katholische Filialkirche St. Peter und Paul | kleiner Saalbau mit Steildach und niedrigem Rechteckchor, im Kern romanisch, spätgotische Kirchentür mit Eisenbändern, bezeichnet mit dem Jahr 1500, Umbau und Dachreiterturm, um 1700; mit Ausstattung | D-1-76-129-23 Wikidata | Katholische Filialkirche St. Peter und Paul |
| Römerstraße (Standort)  | Kapellenbildstock                           | kleiner Putzbau mit Kalkplattendach, Fassadengliederung, 19. Jh. | D-1-76-129-31          | BW                                          |

### Theißing
| Lage                      | Objekt                             | Beschreibung | Akten-Nr.              | Bild                               |
| ------------------------- | ---------------------------------- | --- | ---------------------- | ---------------------------------- |
| Römerstraße (Standort)    | Kapelle                            | Kleiner Putzbau mit Apsis und Steildach, mit Lourdesgrotte, Ende 19. Jahrhundert; mit Ausstattung; am Ortsausgang, unter vier Lindenbäumen in Richtung Demling. | D-1-76-129-27 Wikidata | Kapelle                            |
| Römerstraße 13 (Standort) | Katholische Pfarrkirche St. Martin | neugotischer Saalbau mit eingezogenem polygonal geschlossenem Chor, Backsteinturm an der Nordseite, 1822–1859; mit Ausstattung                                  | D-1-76-129-24 Wikidata | Katholische Pfarrkirche St. Martin |
| Kreppenäcker (Standort)   | Gedenkstein, in Obeliskform        | Zur Erinnerung an die Römerstraße von Irnsing nach Pfünz, um 1860.                                                                                              | D-1-76-129-28 Wikidata | Gedenkstein, in Obeliskform        |

### Tholbath
| Lage                       | Objekt                                | Beschreibung | Akten-Nr.              | Bild           |
| -------------------------- | ------------------------------------- | --- | ---------------------- | -------------- |
| Bahnhofstraße 9 (Standort) | Katholische Filialkirche St. Leonhard | kleiner romanischer Bau mit halbrunder Apsis, figürliche Bauplastik und girlandenartig umlaufender Eisenkette (Leonhardikette), 1188–94, Turm, 1907; mit Ausstattung | D-1-76-129-29 Wikidata | weitere Bilder |

## Ehemalige Baudenkmäler
In diesem Abschnitt sind Objekte aufgeführt, die früher einmal in der Denkmalliste eingetragen waren, jetzt aber nicht mehr. Objekte, die in anderem Zusammenhang – also z. B. als Teil eines Baudenkmals – weiter eingetragen sind, sollen hier nicht aufgeführt werden. Aktennummern in diesem Abschnitt sind ehemalige, jetzt nicht mehr gültige Aktennummern.

| Lage                                                    | Objekt         | Beschreibung                                                                                             | Akten-Nr.              | Bild |
| ------------------------------------------------------- | -------------- | --- | ---------------------- | ---- |
| Großmehring Hopfenstraße 8, Starkstraße 5, 7 (Standort) | Gartenpavillon | Putzbau mit Zeltdach, erste Hälfte 18. Jahrhundert; ehemals zum Brauereianwesen Marienplatz 5 gehörig.   | D-1-76-129-4 Wikidata  | BW   |
| Demling Hauptstraße 20 (Standort)                       |                | Scheune, langgestreckter Massivbau mit Flachsatteldach, dreitorig, ehemals bezeichnet mit dem Jahr 1823. | D-1-76-129-14 Wikidata | BW   |